# Willoughby Prescott Lowe
Willoughby Prescott Lowe (* 10. Dezember 1872 in Tylers Green, Buckinghamshire; † 31. Oktober 1949 im Exmouth) war ein englischer Ornithologe und Naturforscher.

## Leben und Wirken
Sein Vater war Pastor Edward Jackson Lowe (1825–1893), seine Mutter hieß Mary geb. Wainright (1841–1880). Einer seiner Geschwister war der Pastor George Lincoln Gambier Lowe (1865–1833).
Schon im zarten Alter von siebzehn Jahren suchte er William Henry Flower (1831–1899) auf, um von ihm Rat einzuholen, wie er am besten seine ornithologischen Ambitionen umsetzen könnte. Kurz darauf segelte er im April 1888 in die Vereinigten Staaten, um seine Brüder in Colorado zu besuchen. Hier in der Wildnis lebte er sieben Jahre und machte erste Sammlungen in den Rocky Mountains, sowie im Umland seiner Ranch. 1895 heiratete er Annie, Tochter von Hauptmann John Seals und kehrte zwei Jahre später nach England zurück. Sein zweiter Sohn J. P. W. Lowe, der 1931 bei einem tragischen Unfall ertrank, teilte die Passion für Naturwissenschaften mit seinem Vater. Als Sammler für das Natural History Museum (NHM) steuerte Lowe mehr als 10.000 Präparate für die Sammlung des Museums bei.
Seine erste Expedition führte ihn im Jahr 1907 über Colombo und Hongkong nach Manila, das er am 21. Mai 1907 erreichte. Da er zunächst in Manila festsaß, entschloss sich Lowe die schwefelhaltigen Sibul-Quellen bei Abucay zu besuchen, um dort zu sammeln. Am 4. Juni konnte er Manila mit einem Kanonenboot Richtung Puerto Princesa verlassen, um seinen Cousin John Roberts White (1879–1961) zu besuchen und dort das Gebiet zu erkunden. Am 7. Juni kam er Puerto Princesa an. Als Resultat dieser Expedition entstand ein Artikel, in dem er 82 Arten beschrieb.
Zusammen mit dem Kapitän Ernest Clifford Hardy (1866–1934) von der Mutine ging er 1910 auf eine Forschungsreise an der West- und Südostküste Afrikas. Die Reise begann im November in Kapstadt. Als erstes Ziel erreichten sie Ichaboe Island. Von dort führte sie der Weg entlang der Westküste bis nach Sierra Leone. Schließlich kehrte Lowe im April 1911 nach Kapstadt zurück. Die Beschreibung der Vogelausbeute dieser Reise oblag David Armitage Bannerman (1886–1979), wobei Bannerman Anmerkungen von Lowe für seine Publikation nutzte.
Auf Anraten des NHM begleitete er in den Jahren 1912 bis 1913 Kapitän Gordon Philip Lewes Cosens (1884–1928) (irrtümlich auch G. S. Cozens bzw. G. P. Cozens) nach Kenia, Uganda und zum Nil. Lowe verließ am 19. August 1912 England und traf Kapitän Cozens am 17. September in Nairobi. Beide brachen gemeinsam zu zwei verschiedenen Studienreisen auf. Die erste startete in Kijabe und führte südwärts an die deutsch-englische Grenze und zurück nach Naivasha und dauerte vom 24. September bis zum 9. Dezember 1912. Die zweite begann am 21. Dezember 1912 in Nakuru. Hier brachen sie nordwärts durch die Provinz Rift Valley nach Nimule und Gondokoro am Oberlauf des Nils auf. Die ornithologische Ausbeute der Reise wurde durch Claude Henry Baxter Grant mit freundlicher Erlaubnis von William Robert Ogilvie-Grant beschrieben.
Im Winter 1913/1914 begleitete er Abel Chapman (1851–1929) und Hauptmann Hubert Lynes (1874–1924) in den Sudan. Sie starteten in Bur Sudan auf dem Weg nach Khartum. Zunächst verbrachten sie Zeit am Blauen Nil in der Provinz Sannar. Dann folgten sie langsam dem Weißen Nil bis an den No-See.
Weihnachten 1920 meldete sich Lowe bei Bannerman aus Lagos. Hier wartete Lowe, der auf Einladung auf von Arthur Maurice Yate Dane (1885–1953) dort war, auf dessen Dampfboot H.M.S. Dwarft. Er nutzte die Wartezeit und sammelte am Iju Water Works 395 Vogelbälge. Am 25. Februar 1920 erreichte Lowe mit der H.M.S. Dwarft Freetown. Am 12. März verließen Dane und Lowe das Boot, um den bis dahin wenig erforschten Rokel und seine zahlreichen Inseln zu erkunden. So erreichten sie noch am gleichen Tag die Tassoinsel. Auch anderen Inseln wie Yatward, Mayahgba, Rotoombo etc. gehörten zu ihren Sammelgebieten.
Im Jahr 1922 begleitete er den Konteradmiral Hubert Lynes (1874–1942) auf seiner Reise durch Darfur, Kurdufan und die Provinzen der Nuba-Berge.
Im Jahr 26. Oktober 1922 reiste er gemeinsam mit Herbert Ronald Hardy (1900–1954) auf dem Dampfschiff Gambia Richtung Elfenbeinküste. Am 14. November erreichten sie Grand-Bassam. Die Reise führte sie von Grand-Bassam nach Bouaké. Die Rückreise der beiden erfolgte am 8. Januar 1923 mit dem Dampfschiff Akabo.
Als ihn Arthur Stannard Vernay (1877–1960) im Jahr 1923 fragte, ob er ihn auf eine Expedition von Rangun nach Bangkok begleiten wolle, war Lowe erstmals auf dem asiatischen Festland unterwegs. Ihre Route führte sie über Mawlamyaing über das Tenasserim-Gebirge nach Bangkok.
Gemeinsam mit Bannerman und dessen Frau Muriel geb. Morgan († 1945) ging er 1925 auf Expedition nach Tunesien. Bannerman publizierte 1927 in The Ibis einen ausführlichen Bericht über die Ausbeute dieser Forschungsreise.
Zwischen 1925 und 1928 begleitete er Jean Théodore Delacour (1877–1960) und Pierre Charles Edmond Jabouille (1875–1947) auf vier Expeditionen durch Indochina. Die Ergebnisse publizierten Delacour und Jabouille (1875–1947) in ihrem 5-bändigen Werk Les Oiseaux de l'Indochine française, sowie in einigen gemeinsamen Artikeln mit Lowe in The Ibis.
1928 war er im Auftrag des NHM in Gambia unterwegs, wo er mit Emilius Hopkinson (1869–1951) kooperierte. Zur Expedition gab es keine dedizierte Publikation. Vielmehr beschrieb Bannermann viele der Ergebnisse in seinem 8-bändigen Werk The Birds of Tropical West Africa.
Unter der Führung Delacours sammelte er gemeinsam mit James Cowan Greenway (1903–1989), Raymond Decary (1891–1973), Richard Archbold (1907–1976), Philip Atkinson DuMont (1903–1996) und Austin Loomer Rand (1905–1982) bei der anglo-französischen Expedition auf Madagaskar. Delacour publizierte die Ergebnisse in der Fachzeitschrift L’Oiseau, Rand in Bulletin of the American Museum of Natural History. Von Madagaskar aus begleitete er Delacour und Greenway im Oktober 1929 nach Indochina. Hier stieß der Botaniker Eugène Poilane (1887–1964) zur Gruppe. Sie schlugen ihr Lager in Sa Pa nahe dem Fansipan im Grenzgebiet von Tonkin und Yunnan auf. In dem Gebiet sammelte sie über einen Zeitraum von zwei Monaten. Weiter ging es zur Vịnh Hạ Long. Schließlich sammelte man in Hoi Xuan im Norden von Annam nahe der laotischen Grenze. Im April 1930 kehrte die Gruppe nach Europa zurück.
Am 28. Januar 1931 brach Low unter der Führung von Richard Meinertzhagen mit seinen Begleitern Janet Wood geb. Clay (1907–1997) und Constantine Evelyn Benson (1895–1960) zu einer Forschungsreise in die Hochebene des Ahaggar auf. Bereits am 30. Januar erreichten sie Algier. Nach der Überquerung des Atlasgebirges erreichte die Gruppe am 4. Februar El Golea. Hier sammelten sie vier Tage und fanden ein Einsiedlerkrebs-Fossil der Art Kerunia cornuta Mayer-Eymar, 1899. Am 8. Februar erreichten sie das heute verlassene Fort Miribel 90 Kilometer südlich von El Golea. Einen Tag später durchquerten sie 277 Kilometer öder dunkler Wüste und kamen in In Salah an. Am nächsten Tag ging es weiter, doch blieb ihr Auto 25 Kilometer weiter wegen eines Sandsturms stehen. Nach Reparaturarbeiten erreichten sie das Dorf Arak erst kurz vor Mitternacht. Von diesem Dorf aus erreichten sie schließlich am 10. Februar ihr Ziel Ahaggar. Hier begann man ernsthaft zu sammeln. Am 12. Februar führen sie schließlich weiter nach In Ekker, bevor es am 14. nach Tamanrasset weiter ging. Hier organisierten sie Kamele und Esel, mit denen sie am 17. nördlich durch die Provinz Tamanrasset zogen. Am Abend des 18. kamen sie in eine Schlechtwetterlage. Es regnete am 19. und am 20. den ganzen Tag. So erlebten sie mit einem grollenden Brausen eine heftige Flut. Am 21. zogen sie deshalb in eine Höhenlage um 1620 Meter. Von hier führte sie der Weg nördlich in 2080 Meter Höhe und von dort aus am nächsten Tag in ein weites Tal. Am 4. schlugen sie ihr Lager in 2225 Meter Höhe an einem kleinen Felsenbad, das die Einheimischen In Fergat nannten, auf. Am 6. März stießen sie nach Iliman vor und lagerten in einem Wadi nahe einem 2400 Meter hohen Granitturm. Sie folgten dem Wadi bis nach Tit, ein Dorf, das sie am 13. März spät abends erreichten. Über In Eker sammelten sie in den Canyons von Arak. Am 19. verließen sie Arak und reisten via In Salah und El Golea zurück nach Algier, das sie am 28. März erreichten.
Auf Einladung des Provinzverwalters der Provinz Iringa Thomas Gordon Buckley (1886–1932) besuchte Hubert Lynes zusammen mit seinem Freund Lowe Tanganjika. Zunächst trafen sie in Nairobi (Kenia) ein, wo man der Gastfreundschaft von Victor Gurner Logan Van Someren (1886–1976) und dessen Frau genoss. Van Someren vermittelte ihnen Yokana Kiwanuka († 1944), der für diesen früher als Schiffskapitän gearbeitet hatte. Kiwanuka fuhr sie über die Great North Road nach Iringa, wo sie am 17. November von Herrn und Frau Buckley empfangen wurden. Buckley empfahl ihnen die Hochebene von Ubena in Njombe. Für sechs Wochen lebten sie in Njombe. Dabei wurden sie vom Distriktverwalter F. J. Lake, dessen Frau und seinem Assistenten R. M. Bell unterstützt. Der Pflanzer Otto Mieth war so freundlich, sie eine Zeitlang in seinem Sägewerk im Randgebiet von Iringa unterzubringen. Mit Hilfe von G. C. Baker, der damals Frank O’Brien Wilsons (1857–1923) Farm verwaltete, machten sie Ausflüge in die Udzungwa-Berge, ein Gebiet, das damals Uhehe hieß, sowie in die Hochebene von Dabaga. Yokana präparierte die Bälge, während Lowe fleißig sammelte. Als sie Tanganyika Territory wieder verließen, waren sie zunächst Gast bei Herrn und Frau Stignell in Daressalam. Stignell war zu dieser Zeit Verwalter der Zentralprovinz.
Am 23. November 1933 reiste er mit Fanny Waldron auf dem Dampfschiff Appam der Elder Dempster & Company von Liverpool nach Takoradi, wo sie am 12. Dezember ankamen. Von dort nahmen sie den Zug nach Kumasi. Sie waren Gast von Major Francis Walter Fitton Jackson (1881–1936), der als Kommissar der Ashanti Region diente. Sie fuhren Richtung Tepa und bogen Richtung Südwesten ab, um dort zu einem Jagdgebiet von König Prempeh I. zu gelangen. Am 6. Januar 1934 ging die Reise weiter Richtung Norden nach Wenchi. Hier empfing sie Francis Charles Fuller (1866–1944). Weiter ging es nach Ejura und an den Bosumtwi-See.
Am 28. November 1934 brachen Frau Waldron erneut von Liverpool zu einer zweiten Expedition auf und erreichten am 11. Dezember Takoradi. Erneut brachte sie der Zug zunächst nach Kumasi. Dieses Mal überquerte man bei Bamboi den Schwarzen Volta, um nach Bole zu gelangen. Am 6. Januar wurden sie vom Distriktverwalter Guthrie Hall empfangen. Am 13. Januar ging es weiter Richtung Norden nach Wa und von dort drei Tage später Lawa im Lawra District. Der damalige Distriktverwalter Edward Wilfrid Ellison stellte ihnen sein Haus als Unterkunft zur Verfügung. Am 18. Januar war Tumu ihr nächstes Ziel. Von dort führte sie ihr Weg nach Navrongo und anschließend nach Tamale. Nach erneuter Überquerung des Schwarzen Volta trafen sie in Yeji ein. Am 27. Januar erreichten sie wieder Ejura, wo man bis 2. Februar sammelte, um nach Mampong zu reisen. Hier verblieb die Gruppe bis zum 2. Februar.
Mit The trail that is always new aus dem Jahr 1932 und The end of the trail aus dem Jahr 1947 veröffentlichte Lowe zwei Bücher. Die Illustrationen zum ersten Buch kamen von Henrik Grönvold (1858–1940) und seinem bereits erwähnten zweiten Sohn.
In seinen späten Jahren arbeitete er als ehrenamtlicher Kurator am Royal Albert Memorial Museum in Exeter. Er kümmerte sich um die Umgestaltung der Sammlung bis ihn ein schwerwiegender Unfall bei einer Verdunkelung während des Zweiten Weltkriegs dieses unmöglich machte und ihm wahrscheinlich die Sehfähigkeit nahm.
Seit 1914 war er Mitglied der British Ornithologists’ Union (B.O.U.). 1943 wurde er zu ihrem Vizepräsidenten gewählt. 1948 erhielt er die Union Medal der B.O.U.

## Dedikationsnamen
Michael Rogers Oldfield Thomas (1858–1929) und Martin Alister Campbell Hinton (1883–1961) ehrten ihn 1923 im Namen von Lowes Rennmaus (Gerbillus lowei). Mit der Lowe-Meerkatze (Cercopithecus lowei) nannte Thomas 1923 eine weitere Säugetierart zu seinen Ehren. Reginald Innes Pocock nannte 1933 eine Otterzivettenart Cynogale lowei. Jonathan Kingdon nannte 1977 eine Serval-Ginsterkatzen-Unterart Genetta servalina lowei. Claude Henry Baxter Grant und Cyril Winthrop Mackworth-Praed widmeten ihm 1941 den Namen der Njomberötel (Sheppardia lowei). Die von Grant 1914 beschriebene Buschflughuhn-Unterart (Pterocles quadricinctus lowei) wird heute als Synonym für die Nominatform betrachtet. Cyanomitra olivacea lowei Vincent, 1934 wird heute als Synonym für die Einsiedel-Nektarvogel-Unterart (Cyanomitra obscura ragazzii (Salvadori, 1888)) betrachtet. Bei Sylviella lowei, ein Name den William Robert Ogilvie-Grant 1911 verwendete, handelt es sich um die Langschnabelsylvietta-Unterart (Sylvietta rufescens ansorgei Hartert, E, 1907).

## Publikationen (Auswahl)
- Some Birds of Palawan, Philippine Islands. In: The Ibis (= 10). Band 4, Nr. 4, 1911, S. 607–623 (biodiversitylibrary.org).
- Remarks on Colorado Birds. In: The Auk. Band 34, Nr. 4, 1917, S. 453–455 (englisch, sora.unm.edu [PDF; 156 kB]).
- The Birds of Tasso and adjoining Islands of the Rokelle River, Sierra Leone. With Notes by David A Bannermann. In: The Ibis (= 11). Band 3, Nr. 2, 1921, S. 265–302 (biodiversitylibrary.org).
- A Report on the Birds collected by the Vernay Expedition to Tenasserim and Siam.—Part I. In: The Ibis. Band 75, Nr. 2, 1933, S. 259–283, doi:10.1111/j.1474-919X.1933.tb03636.x.
- mit Jean Théodore Delacour, Pierre Charles Edmond Jabouille: Short Report on the Second Expedition to French Indo-China (1925–1926). In: The Ibis. Band 69, Nr. 1, 1927, S. 132–134, doi:10.1111/j.1474-919X.1927.tb05647.x.
- mit Jean Théodore Delacour, Pierre Charles Edmond Jabouille: On the Birds collected during the Third Expedition to French Indo-China. In: The Ibis. Band 70, Nr. 1, 1928, S. 23–51, doi:10.1111/j.1474-919X.1927.tb05647.x.
- mit Jean Théodore Delacour, Pierre Charles Edmond Jabouille: On the Birds collected during the Fourth Expedition to French Indo-China. In: The Ibis. Band 71, Nr. 2, 1929, S. 192–220, doi:10.1111/j.1474-919X.1929.tb08755.x.
- The trail that is always new. Gurney and Jackson, London & Edinburgh 1932.
- A Report on the Birds collected by the Vernay Expedition to Tenasserim and Siam.—Part II. In: The Ibis. Band 75, Nr. 3, 1933, S. 473–491, doi:10.1111/j.1474-919X.1933.tb03636.x.
- Report on the Lowe—Waldron Expeditions to the Ashanti Forests and Northern Territories of the Gold Coast.—Part I. In: The Ibis. Band 79, Nr. 2, 1937, S. 345–368, doi:10.1111/j.1474-919X.1937.tb02179.x.
- Report on the Lowe—Waldron Expeditions to the Ashanti Forests and Northern Territories of the Gold Coast.—Part II. In: The Ibis. Band 79, Nr. 3, 1937, S. 635–662, doi:10.1111/j.1474-919X.1937.tb02192.x.
- Report on the Lowe—Waldron Expeditions to the Ashanti Forests and Northern Territories of the Gold Coast.—Part III. In: The Ibis. Band 79, Nr. 4, 1937, S. 830–846, doi:10.1111/j.1474-919X.1937.tb02203.x.
- The end of the trail. James Townsend & Sons, Ltd., Exeter 1947.
- mit Jean Théodore Delacour: Obituries: Pierre Jabouille. In: The Ibis. Band 90, Nr. 1, 1948, S. 148–149 (onlinelibrary.wiley.com [PDF]).